# Calosoma scabrosum
Calosoma scabrosum is een keversoort uit de familie van de loopkevers (Carabidae). De wetenschappelijke naam van de soort is voor het eerst geldig gepubliceerd in 1834 door Maximilien de Chaudoir.